# Бонинсенья, Роберто
Робе́рто Бонинсе́нья (итал. Roberto Boninsegna; 13 ноября 1943, Мантуя) — итальянский футболист, нападающий. Дважды лучший бомбардир чемпионата Италии.

## Карьера
Роберто Бонинсенья родился 13 ноября 1943 в Мантуе, в те дни город бомбардировали союзные самолёты, но мать Роберто, Эльза, смогла родить и выходить ребёнка в то тяжёлое время.
Роберто Бонинсенья, воспитанник клуба «Интернационале», начал свою карьеру в 1963 году в «Прато», после того, как он был «забракован» главным тренером «основы» «Интера» Эленио Эррерой. После «Прато», Бонинсенья выступал за клуб «Потенца», там он играл роль второго форварда, подыгрывая Сильвино Берчеллино, главному снайперу «Потенцы», откуда перешёл в «Варезе», с которой он дебютировал в серии А 4 сентября 1965 года на «Сан-Сиро» против «Интера», его команда проиграла 2:5, а затем ужасно провела сезон, заняв последнее место в чемпионате и вылетев в серию В.
В 1966 году Бонинсенья перешёл в «Кальяри», где подобралась очень неплохая молодая команда, а в атаке солировал Луиджи Рива, а на тренерской скамейке Эттор Пуричелли. В следующем сезоне Бонинсенья был вызван в сборную Италии, он дебютировал в главной итальянской команде 18 ноября 1967 года в матче со Швейцарией, в том же сезоне Бонинсенья получил длительную 11-ти матчевую дисквалификацию, за свою излишнюю «горячность» в матче со своим бывшим клубом «Варезе», которая вновь вышла в серию А, эта дисквалификация «поставила крест» на надеждах игрока поехать на чемпионат Европы, проводимый в 1968 году, и в котором итальянцы заняли первое место. За время дисквалификации провёл на правах аренды 9 игр за американский «Чикаго Мустангс» в которых отличился 11 голами.
Бонинсенья провёл в «Кальяри» 3 сезона, однако в 1968 году клуб пригласил нового тренера Манлио Скопиньо, с ним команда заиграла в великолепный футбол и заняла наивысшее, в своей истории, 2-е место в чемпионате. После этого Скопиньо озвучил перед руководством клуба позицию, что ему необходимо докупить нескольких игроков, деньги на покупку которых можно было взять, лишь продав кого-то из двух лидеров нападения, Риву или Бонинсенью, что и было сделано, Бонинсенья стал игроком «Интернационале».
В сезоне 1969—1970 Бонинсенья занял с «Интером» 2-е место в чемпионате, а опередил миланскую команду лишь бывший клуб Бонинсеньи — «Кальяри», а сам Роберто занял 4-ю строчку среди лучших бомбардиров первенства, забив 13 голов. В 1970 году Бонинсенья в составе сборной Италии поехал на чемпионат мира в Мексику, там он составил «тандем» со своим бывшим партнёром по атаке «Кальяри» Джиджи Ривой, там Бонинсенья провёл все 6 матчей и забил 2 гола в ворота ФРГ на 8-й минуте игры в полуфинале турнира и в финале бразильцам, сравняв счёт на 37-й минуте, правда в этом финале Италия проиграла 1:4 и заняла на чемпионате мира второе место. В сезоне, последовавшим за чемпионатом мира, Бонинсенья добился двух триумфов: он стал чемпионом Италии в составе «нерадзурри», а также забил больше всех (24 гола) мячей в чемпионате страны. В следующем сезоне команда дошла до финала кубка европейских чемпионов, но там проиграла «Аяксу», а Бонинсенья вновь стал лучшим бомбардиром чемпионата страны, забив 22 гола, а также кубка страны (8 голов). Бонинсенья выступал за «Интер» на протяжении 7 сезонов, проведя 281 матч и забив в них 171 мяч. В 1974 году он поехал на чемпионат мира в ФРГ, но там провёл лишь 1 матч с Польшей, после первенства Бонинсенья провёл за «Скуадру Адзурру» ещё три матча, последняя игра для Роберто стал матч с Болгарией. В 1976 году было решено провести обмен между игроками «Интера» и «Ювентуса»: Бонинсеньей и Анастази, «Интеру» был нужен новый бомбардир, взамен 33-х летнему Бонинсенье, а Анастази поссорился с главным тренером «Юве» Карло Паролой, однако несмотря на это «Интер» был вынужден доплатить «Ювентусу» ещё 100 млн лир.
в составе «Юве» Бонинсенья дебютировал 29 августа 1976 года в матче чемпионата Италии с «Монцой», которая завершилась со счётом 1:1. Со «Старой Синьорой» Бонинсенья выиграл два подряд чемпионата Италии, а в 1977 году победил в кубке УЕФА, правда в этом сезоне Роберто почти не играл — 9 матчей и два гола (оба в одном матче чемпионата Италии в ворота его бывшего клуба — «Интера») за сезон. После этого Бонинсенья перешёл в клуб серии В «Верону», где и завершил карьеру игрока.
После завершения карьеры футболиста, Бонинсенья остался в футболе и стал тренером, сначала сборной серии С, а затем клуба «Мантовы». В 2005 году он выдвигался в городской совет Мантуи по гражданскому списку от партии «Conte per Mantova Libera» (Расчёт для свободной Мантуи). В настоящее время Бонинсенья работает скаутом в «Интере».

## Достижения

### Командные
- Чемпион Италии: 1971, 1977, 1978
- Обладатель кубка УЕФА: 1977
- Обладатель кубка Италии: 1979

### Личные
- Лучший бомбардир чемпионата Италии: 1971 (24 гола), 1972 (22 гола)
- Лучший бомбардир кубка Италии: 1972 (8 голов)
- Введён в Зал славы итальянского футбола: 2023